# برينوس
برينوس (باليونانية: Πρίνος)‏ هي بلدة يونانية تقع في جزيرة ثاسوس في مقاطعة كافالا شمال شرق اليونان. يبلغ عدد سكانها حوالي 1,885 نسمة حسب احصائية عام 2001 بالقرب من البلدة يقع حقل برينوس النفطي.